# Binta
Binta, auch Bintou, ist ein gambischer weiblicher Vorname und bedeutet "Tochter" oder "Mädchen".

## Namensträgerinnen

### Binta
- Binta Colley (* 1997), gambische Fußballspielerin
- Binta Diakité (* 1985 oder 1988), ivorische Fußballspielerin
- Binta Jallow (* um 2001), gambische Leichtathletin
- Binta Jammeh-Sidibe (* 1950er Jahre), Aktivistin für Frauenrechte aus Gambia

### Bintou
- Fatou Bintou Fall (* 1981), senegalesische Sprinterin
- Bintou Gassama, gambische Politikerin
- Bintou Huma, gambische Sportfunktionärin im Schwimmsport
- Bintou Keita (* 1958), guineische UN-Diplomatin
- Bintou N'Diaye (1975), senegalesische Leichtathletin